# Pi Centauri
Pi Centauri (π Cen, π Centauri) é uma estrela binária na constelação de Centaurus. Tem uma magnitude aparente combinada de 3,90, sendo visível a olho nu em locais sem muita poluição luminosa. Com base em medições de paralaxe, está localizada a aproximadamente 360 anos-luz (110 parsecs) da Terra.
O sistema Pi Centauri é composto por duas estrelas de classe B da sequência principal com um tipo espectral combinado de B5Vn. A estrela primária tem magnitude aparente de 4,08 e massa equivalente a 6,43 vezes a massa solar, enquanto a secundária tem magnitude de 5,65 e massa de 3,68 massas solares. As duas estrelas orbitam o centro de massa do sistema com um período de 39 anos, alta excentricidade de 0,853 e um semieixo maior de 0,2263 segundos de arco.
O sistema é membro do subgrupo Centaurus Inferior-Crux da associação Scorpius–Centaurus, a associação OB mais próxima do Sol.